# Arnold Kamber
Arnold Kamber (* 31. Mai 1896 in Olten; † 14. November 1970 in Hägendorf, christkatholisch, heimatberechtigt in Hägendorf und Olten) war ein Schweizer Politiker (SP).

## Leben
Arnold Kamber wurde am 31. Mai 1896 in Olten als Sohn des sozialdemokratischen Politikers August Kamber und der Luisa geborene Bossard zur Welt. Nach Absolvierung einer Lehrerausbildung war er zunächst von 1916 bis 1928 als Primarlehrer in Derendingen beschäftigt, bevor er die Studien der Staatswissenschaften und Volkswirtschaft in Bern, München und Zürich aufnahm, die er 1931 mit einem Doktorat abschloss.
In der Folge war er als Redakteur bei der sozialdemokratischen Tageszeitung Das Volk in Olten tätig. Dazu fungierte er von 1936 bis 1961 als Rektor der Schulen von Olten. Arnold Kamber trat als Förderer unter anderem der pädagogischen Hilfsschulen, des Sprachheil- und Legasthenieunterrichts sowie des Progymnasiums, der Kaufmännischen Berufsschule und der Handels- und Verkehrsschule hervor.
Arnold Kamber heiratete im Jahr 1924 die gebürtige Seebergerin Marie geborene Friedli. Er verstarb am 14. November 1970 im Alter von 74 Jahren in Hägendorf.

## Politische Ämter
Arnold Kamber, Mitglied der Sozialdemokratischen Partei, gehörte auf kommunaler Ebene dem Gemeinderat von Derendingen sowie von 1933 bis 1937 dem von Olten an. Auf kantonaler Ebene war er von 1921 bis 1965 im Solothurner Kantonsrat, den er 1933 präsidierte, vertreten. Darüber hinaus nahm er auf Bundesebene von 1931 bis 1935 Einsitz in den Nationalrat.  Überdies amtierte er von 1929 bis 1965 als Bankrat der Solothurner Kantonalbank. Arnold Kambers Engagement galt dem Kampf gegen die Frontenbewegung.